# 無支祁
無支祁（むしき、ぶしき）は中国に伝わる妖怪である。無支奇、巫支祁（ふしき）とも。

## 概説
古代の帝のひとりである禹（う）が天下の治水を進めていた時代に現われた水にまつわる怪物で、猿（猿猱）のようなすがたをしており、頭は白く体は青く、首を100尺も伸ばすことができ、ちからは象の大群よりも強く、動作も非常に敏捷であったという。何度も禹王の臣下がこれを鎮めようとしたが失敗、やっと庚辰（こうしん）によって、大索（太くて強い縄）と金鈴をつけられ亀山（きざん）に封じられたとされる。
禹による無支祁退治の記録は『太平広記』に収められた説話（巻467「李湯」）に登場しており、唐の時代に楚州の知事であった李湯（りとう）が水中から引きあげた巨大な猿の妖怪の話を補うかたちで示されている。それによると禹による無支祁退治の記録は『古岳瀆経』「堯九年，無支祁為孽， 応竜駆之淮陽亀山足下」というぼろぼろの古文書にあったものとされており、これが示されることで李湯の話（『古岳瀆経』の見つかる話は李湯の話から48年後の元和8年であるとされる）に登場した正体不明の大猿が「無支祁」であったのであろう、ということになっている。宋の時代からよく流布されるようになり戯曲などへの利用によって人々の知るところとなった。
人々に害をなしていた「巫支祁」という存在が禹によって封じられたという文言が『山海経』の引用であるとして『輟耕録』や『国史補』にあるのだが、現行のかたちの『山海経』には該当文は登場せず、『古岳瀆経』にあったとされる話以前の古いかたちは厳密には分からない部分が多い。

## 孫悟空への影響
猿のすがたや能力の高さ及び山の下に封じられること、水の属性との縁のある点から、『西遊記』に登場する孫悟空の原型のひとつになっているのではないかという考察が古くから存在している。石田英一郎は、猿と水の関係性からこれを説いているほか、無支祁が大索でつなぎとめられて封じられたとされていること自体も水に関する伝説の中で関連性の高い要素であると考察している。
孫悟空と無支祁を結びつけて考えるような点から、『西遊記』を素材とした雑劇には孫悟空の姉妹として、無枝祁聖母・亀山聖母という登場人物が設定されていたりもした。